# Ksar El Barka
Ksar El Barka este o comună din Regiunea Tagant, Mauritania, cu o populație de 5.070 locuitori.